# Richard Arrington Jr.
Pour les articles homonymes, voir Arrington.
Richard Arrington Jr., né le 19 octobre 1934 à Livingston en Alabama, est le premier maire noir de la ville de Birmingham (Alabama). Il a été maire de 1979 à 1999. 

## Biographie

### Enfance
En 1929, le père de R. Arrington, Richard Sr., quitte la région rurale de Sumter et s'installe avec sa famille dans la ville sidérurgique de Fairfield pour travailler chez U.S. Steel. Bien qu'il gagne plus que dans le métayage, Richard Sr. doit compléter le revenu familial en travaillant comme maçon.
Les parents de Richard Jr privilégient leur autonomie, choisissant de louer une maison plutôt que de rester dans le logement de fonction et de faire leurs achats dans un commerce coopératif géré par la communauté noire plutôt que d'accepter un crédit au magasin d'entreprise. La mère de Richard, Ernestine, cuisine les légumes du potager familial et veille à ce que ses enfants profitent des opportunités offertes par l'église et l'école.
Adolescent, Richard devient secrétaire de l'école du dimanche de l'église baptiste primitive de Crumbey Bethel. Bientôt, il devient directeur de l'école du dimanche, membre de la chorale et finalement élu au conseil des diacres. Il est également un élève remarquable à la Highfield Industrial High School, où il décide d'abord d'étudier la couture. Une fois son cursus terminé, il apprend le nettoyage à sec. Après avoir obtenu son diplôme en 1951, à l'âge de 16 ans, il travaille chez un nettoyeur et fait une demande d'admission à l'Université Miles de Fairfield (en).

### Carrière académique
Arrington se spécialise en biologie chez Miles et excelle tant comme étudiant que comme leader, devenant président de son chapitre de la fraternité Alpha Phi Alpha. Il est également officier de la Honour Society et du Thespian Club. Dans sa troisième année d'université, tout en vivant chez ses parents, il épouse Barbara Jean Watts. Il obtient son diplôme avec distinction en 1955 et occupe un poste d'assistant de troisième cycle à l'Université de Détroit dans le Michigan. Là-bas, il  expérimente un environnement social intégré et acquiert la perspective nécessaire pour critiquer efficacement la ségrégation établie de sa ville natale. Il obtient une maîtrise en 1957 et retourne à Miles en tant que professeur adjoint de sciences où il enseigne pendant six ans avant d'entrer au programme de doctorat en zoologie de l'Université de l'Oklahoma en 1963, en pleine campagne de Birmingham entre les manifestants afro-américains et les autorités de la ville. Il obtient son doctorat dans l'Oklahoma en 1966, achevant une thèse sur la Morphologie comparée de certains scarabées dryoïdes et, à la demande du président Lucius Pitts, revient à Miles en tant que doyen par intérim et directeur de l'université d'été. Il est rapidement promu au poste de directeur du département de sciences naturelles et est finalement nommé doyen du Collège.

### Carrière politique
En 1971, Arrington fait campagne pour l'élection au conseil municipal de Birmingham avec la promesse de faire de Birmingham « une ville dont tous les citoyens peuvent être fiers ». Il s'est classé troisième sur 29 candidats et affronte cinq adversaires lors du second tour pour les trois sièges restants. Il remporte facilement son siège et devient, après Arthur Shores (nommé à un siège vacant par le maire George Siebels en 1968), le deuxième Afro-Américain à siéger au conseil. Après deux ans de service serein, il promulgue une ordonnance exigeant que les services de la ville élaborent des plans d’embauche comportant des objectifs d’action positive et sous-traitent des activités à des entreprises qui engagent des minorités. Face à l’opposition des milieux d’affaires, cette dernière action échoue, mais l’ordonnance sur les embauches du ministère évite au conseil de faire face à un veto de Siebels. Les propositions révisées établissant des programmes de recrutement et interdisant les contrats avec des entreprises ouvertement discriminatoires sont ensuite adoptées. Autre action controversée notable d'Arrington, il demande l'ouverture d'une enquête officielle sur le meurtre d'un suspect afro-américain alors qu'il était en garde à vue. L'audience n'est pas concluante, mais ouvre la porte à un examen plus sérieux de la procédure de la police.